# Las Tunas (prowincja)
Las Tunas – jedna z czternastu prowincji Kuby. Jej stolicą jest Las Tunas.
Leży nad zatoką Guacanayabo, której brzegi porastają namorzyny.
W prowincji uprawia się trzcinę cukrową i hoduje bydło.
Prowincja dzieli się na osiem gmin:
1. Amancio
2. Colombia
3. Jesús Menéndez
4. Jobabo
5. Las Tunas
6. Majibacoa
7. Manatí
8. Puerto Padre